# Aimable Jayet
Aimable Jayet, né en 1883 à Saint-Martin-des-Entrées et mort en 1953 à Saint-Alban-sur-Limagnole, est un créateur d'art brut français.

## Biographie
Issu d'une famille de fermiers normands, Aimable Jayet perd très jeune ses deux frères et sa sœur, morts en bas âge, et ses parents se séparent lorsqu'il a dix ans. Il est apprenti boucher à l'âge de 15 ans, puis garçon boucher chez divers patrons. Il fait son service militaire en 1904, se marie en 1911, perd son enfant la même année, à l'âge de cinq mois. Il est incorporé dans l'armée en 1914, mais doit être évacué pour bronchite et sa femme le quitte dès qu'il revient malade au domicile conjugal. Il se remarie en 1920, et il s'installe comme boucher à son compte à Paris avec un associé qui semble n'avoir pas été honnête, ce qui l'oblige à redevenir garçon boucher.
C'est à partir de cette époque qu'il donne des signes de déséquilibre mental et, en 1934, il est interné en région parisienne. En 1939, il est transféré des hôpitaux de la Seine à l'hôpital psychiatrique de Saint-Alban-sur-Limagnole. Peu après, il se met à écrire et à dessiner sur des cahiers d'écolier et des supports divers, pages de journaux, sacs de ciment ou feuilles de carton. Ses écrits tiennent de la calligraphie et du dessin avec des personnages qui surgissent entre les lignes, les mots et les images formant un tout indissociable dont la symétrie renforce l'effet de composition. Ses textes s’affranchissent des règles de l’écriture, de l’orthographe, de la syntaxe, enrichissent le vocabulaire en féminisant ou en masculinisant des mots. Les médecins Lucien Bonnafé et, plus tard, Jean Oury, s'attachent à ses productions, et les font connaître à Jean Dubuffet à partir de 1948.